# D3 (Marne)
De D3 is een departementale weg in het Noord-Franse departement Marne. De weg loopt van de grens met Aisne via Épernay en Châlons-en-Champagne naar de grens met Meuse. In Aisne loopt de weg als D1003 verder richting Château-Thierry en Parijs. In Meuse loopt de weg verder als D603 richting Verdun en Metz.

## Geschiedenis
Oorspronkelijk was de D3 onderdeel van de N3. In 1972 werd het deel tussen Épernay en Châlons-en-Champagne overgedragen aan het departement en omgenummerd naar D3. In 2006 volgde de rest van de weg.